# Marshall (Michigan)
Marshall ist eine Stadt im US-Bundesstaat Michigan und der Verwaltungssitz (County Seat) des Calhoun County. Das U.S. Census Bureau hat bei der Volkszählung 2020 eine Einwohnerzahl von 6822 auf einer Fläche von 16,8 km² ermittelt.

## Geschichte
Die Stadt wurde 1830 von Sidney Ketchum (1797–1862) gegründet, einem Landvermesser, der in Clinton County, New York, geboren worden war, zusammen mit seinem Bruder George Ketchum (1794–1853). Die Ketchum-Brüder erkundeten 1830 das zentrale untere Michigan, und Ende 1830 erhielt Sidney Ketchum Regierungszuschüsse für das Land, auf dem der größte Teil von Marshall heute steht. Die frühen Siedler benannten die Gemeinde zu Ehren des Obersten Richters der Vereinigten Staaten John Marshall aus Virginia, den sie sehr bewunderten. Dies geschah fünf Jahre vor Marshalls Tod und war somit die erste von Dutzenden Gemeinden und Countys, die nach ihm benannt wurden.
Marshall galt als Favorit für die Hauptstadt des Staates, so sehr, dass ein Gouverneursgebäude gebaut wurde, aber die Stadt verlor mit einer Stimme gegen Lansing. In den Folgejahren wurde Marshall bis zum Pure Drug Act von 1906 für seine Patentmedizinindustrie bekannt. Marshall war an der Underground Railroad beteiligt. Als der entflohene Sklave Adam Crosswhite aus Kentucky floh und sich mit seiner Frau und seinen drei Kindern in Marshall niederließ, versteckten ihn die Bewohner der Stadt vor dem Aufgebot, das geschickt wurde, um ihn zurückzuholen. Die Beteiligten wurden vor einem Bundesgericht angeklagt und für schuldig befunden, einem Mann sein rechtmäßiges Eigentum verweigert zu haben. Dieser Fall und andere wie dieser führten dazu, dass der Fugitive Slave Act von 1850 vom US-Kongress verabschiedet wurde.

## Demografie
Nach einer Schätzung von 2019 leben in Marshall 6964 Menschen. Die Bevölkerung teilt sich auf in 97,7 % Weiße, 0,3 % Afroamerikaner, 1,5 % Asiaten und 0,5 % mit zwei oder mehr Ethnizitäten. Hispanics und Latinos aller Ethnien machten 3,7 % der Bevölkerung aus. Das mittlere Haushaltseinkommen lag bei 50.969 US-Dollar und die Armutsquote bei 13,2 %.

## Sehenswürdigkeiten
Das zweitgrößte Museum des U.S. Postal Service befindet sich in Marshall. Seine 4000 Artefakte – darunter Uniformen, Erinnerungsstücke von Landbriefträgern, Ausrüstung von Landpostämtern, Autos und Schlitten – werden nur von der Sammlung des Smithsonian Institution Smithsonian National Postal Museum in Washington D.C. in den Schatten gestellt. Es wurde 1986 gegründet und befindet sich im Keller des historischen Schragg Marshall Post Office.
Marshall ist vor allem für seinen Querschnitt durch die Architektur des 19. und frühen 20. Jahrhunderts bekannt. Das National Register of Historic Places bezeichnete die Stadt als „virtuelles Lehrbuch der amerikanischen Architektur“ des 19. Jahrhunderts. Sein historisches Zentrum ist der Marshall Historic District, einer der größten architektonisch bedeutenden National Historic Landmark Districts der Nation. Der Landmark umfasst über 850 Gebäude, darunter das bekannte Honolulu House.